# Plac Wolności w Lipianach
Plac Wolności w Lipianach (do 1945 r. niem. Markt) – prostokątny plac położony w centrum Starego Miasta w Lipianach. Prowadzi do niego pięć ulic: Jedności Narodowej (od północnego zachodu), Adama Mickiewicza (od wschodu), Oświęcimska i Zaczynaj (od południa) oraz Górna (od południowego zachodu).

## Historia
Plac Wolności był pierwotnie głównym rynkiem najstarszej części miasta. W XIV wieku na środku placu powstał pierwszy budynek ratusza. Na przełomie XVIII i XIX wieku stary budynek ratusza zburzono, a na jego miejscu wzniesiono nowy ratusz w stylu klasycystycznym. Szczyt ratusza ozdobiła rzeźba mieszczan przy słynnym piwie z Lipian, zwanym Zaczynaj. Parcele wokół rynku zabudowano niewielkimi kamienicami w stylu klasycystycznym lub z muru pruskiego. Na początku XX wieku do tylnej fasady ratusza dobudowano remizę straży pożarnej.
W okresie II wojny światowej podczas zdobywania miasta przez Armię Czerwoną zabudowa Lipian nie uległa większym zniszczeniom. Także zabudowa wokół rynku zachowała się niemal w całości, przetrwał też ratusz, który po wojnie przeznaczono na siedzibę urzędu miasta i tymczasową siedzibę starostwa powiatowego. Do czasów współczesnych nie przetrwała część pierzei północno-zachodniej oraz budynek na narożniku rynku i ulicy Adama Mickiewicza w pierzei południowo-wschodniej, w miejscu którego znajduje się zieleniec.
Od roku 1816 przed ratuszem rośnie pomnik przyrody – Dąb Pokoju, zwany też Dębem Piwowarów, bowiem miasto słynęło z piwa.

## Galeria

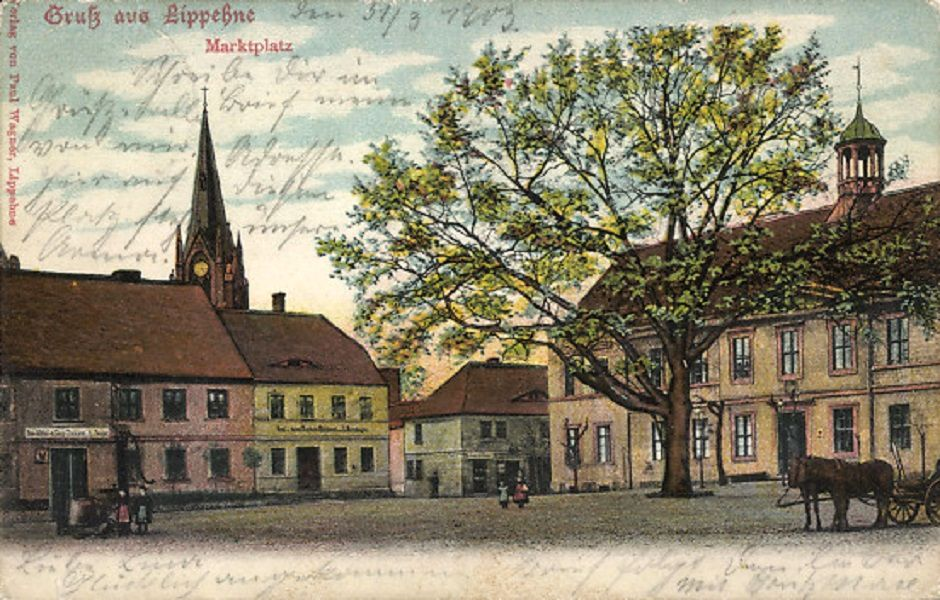
Rynek w Lipianach w 1903 roku. Po prawej widoczny fragment ratusza
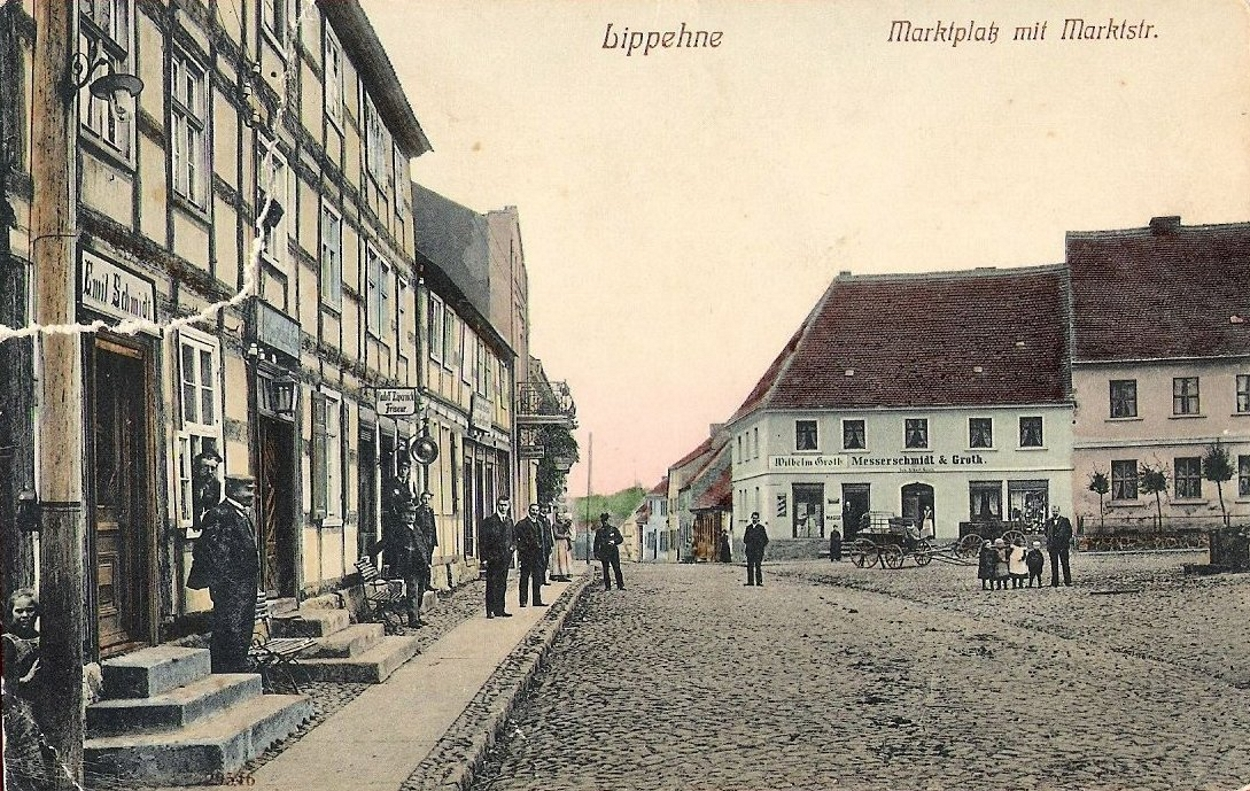
Południowo-wschodnie naroże lipiańskiego rynku i ul. Oświęcimska (Marktstrasse) w 1913 roku
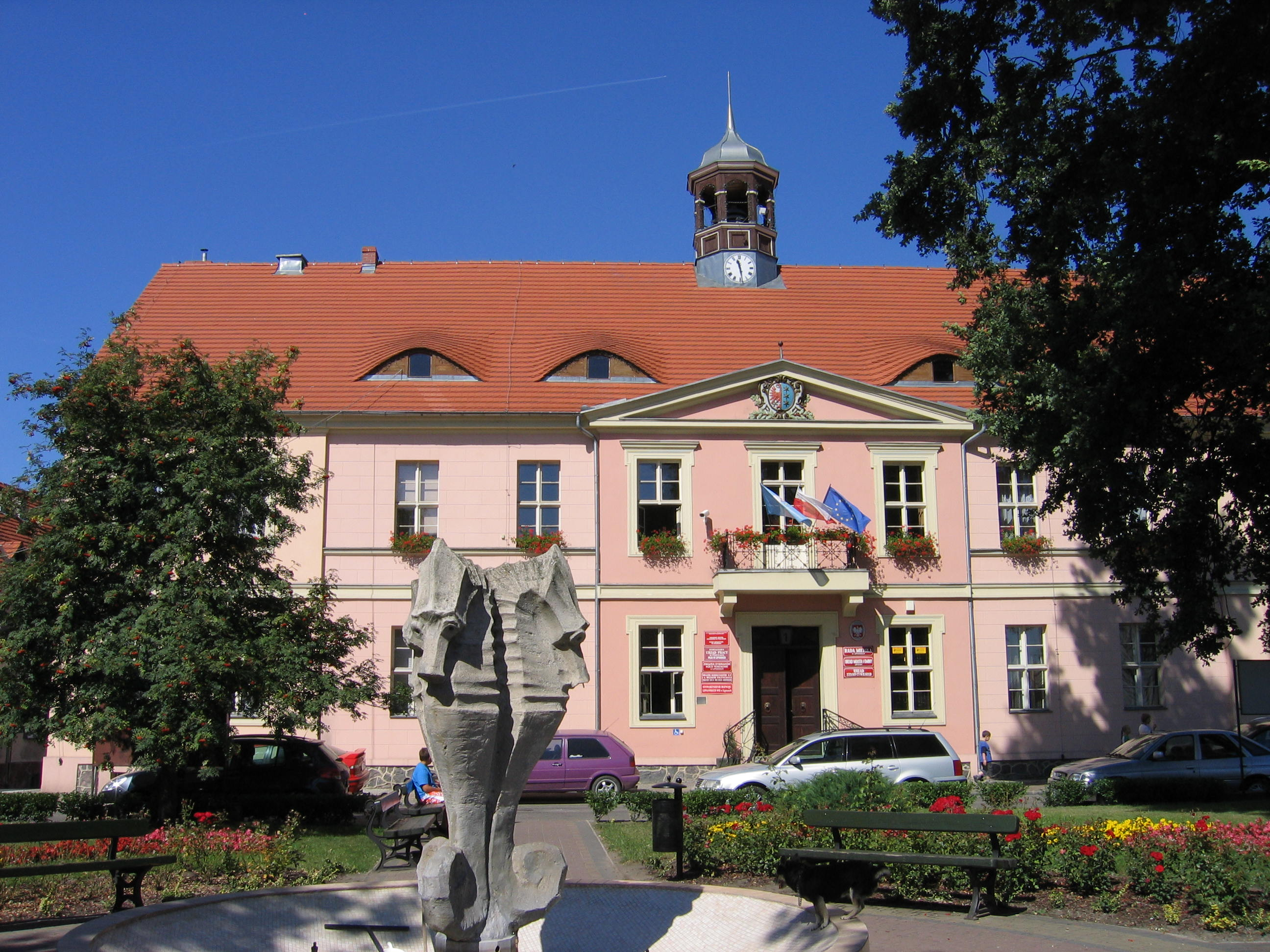
Fasada frontowa ratusza i skwer z fontanną
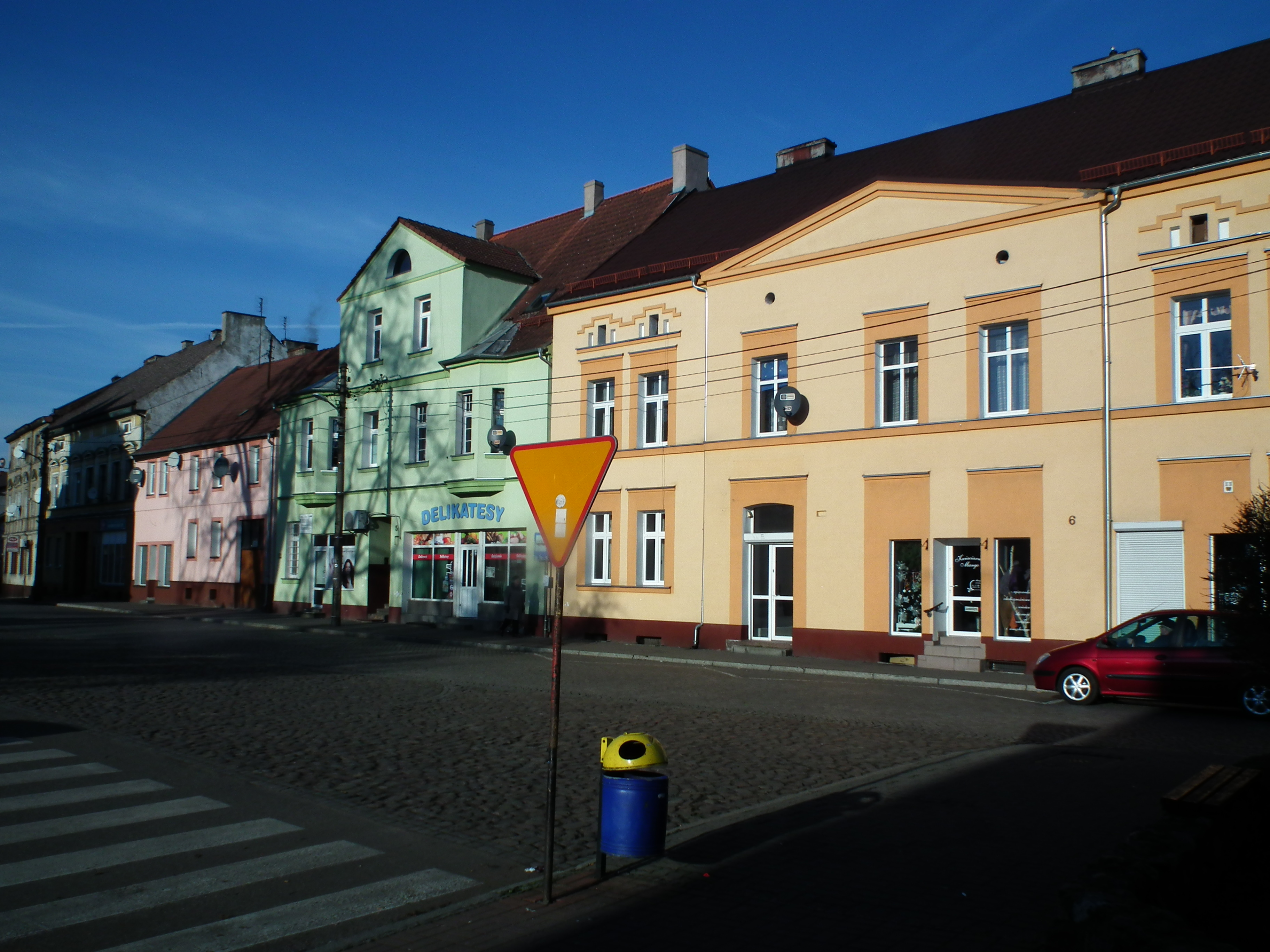
Kamienice nr 6, 5, 4 i 3 w pierzei północno-zachodniej
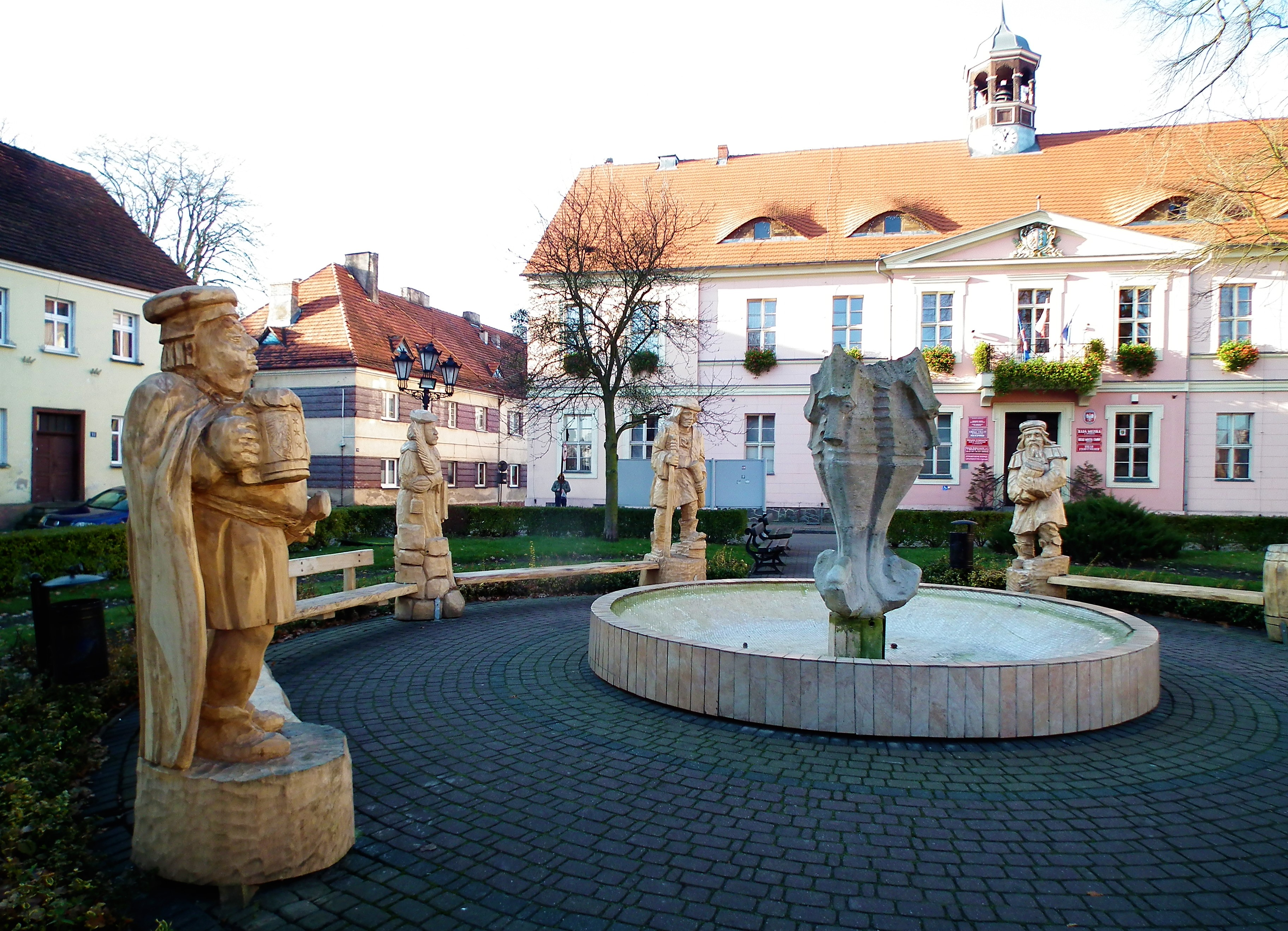
Fontanna przed ratuszem, wokół niej drewniane rzeźby (przeniesione w inną lokalizację w 2020 r.)
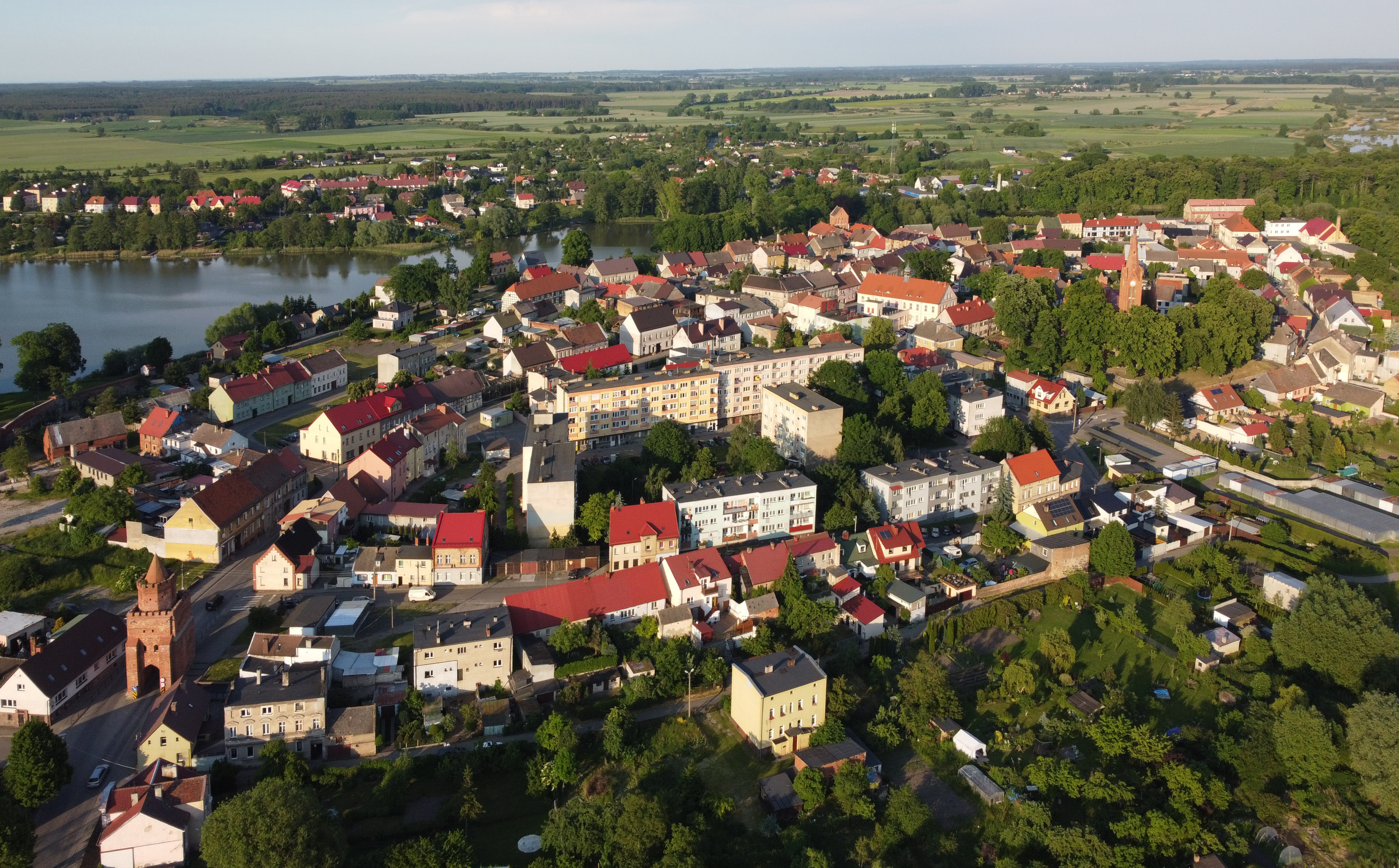
Stare Miasto w Lipianach z góry; rynek i ratusz widoczne na prawo od centralnie położonych bloków